# Список полных кавалеров ордена Славы (Адыгея)
Орден Славы — военный орден СССР, учреждён Указом Президиума Верховного Совета СССР от 8 ноября 1943 года. Награждались лица рядового и сержантского состава Красной Армии, а в авиации и лица, имеющие звание младшего лейтенанта. Вручался только за личные заслуги.
В настоящем списке представлены в алфавитном порядке полные кавалеры ордена Славы, уроженцы и жители Адыгеи. В списке отражена информация о дате присвоения ордена, его номере, роде войск, годах жизни — дате рождения по старому (где требуется) и новому стилю и дате смерти, указаны места рождения согласно современному административному делению Адыгеи.

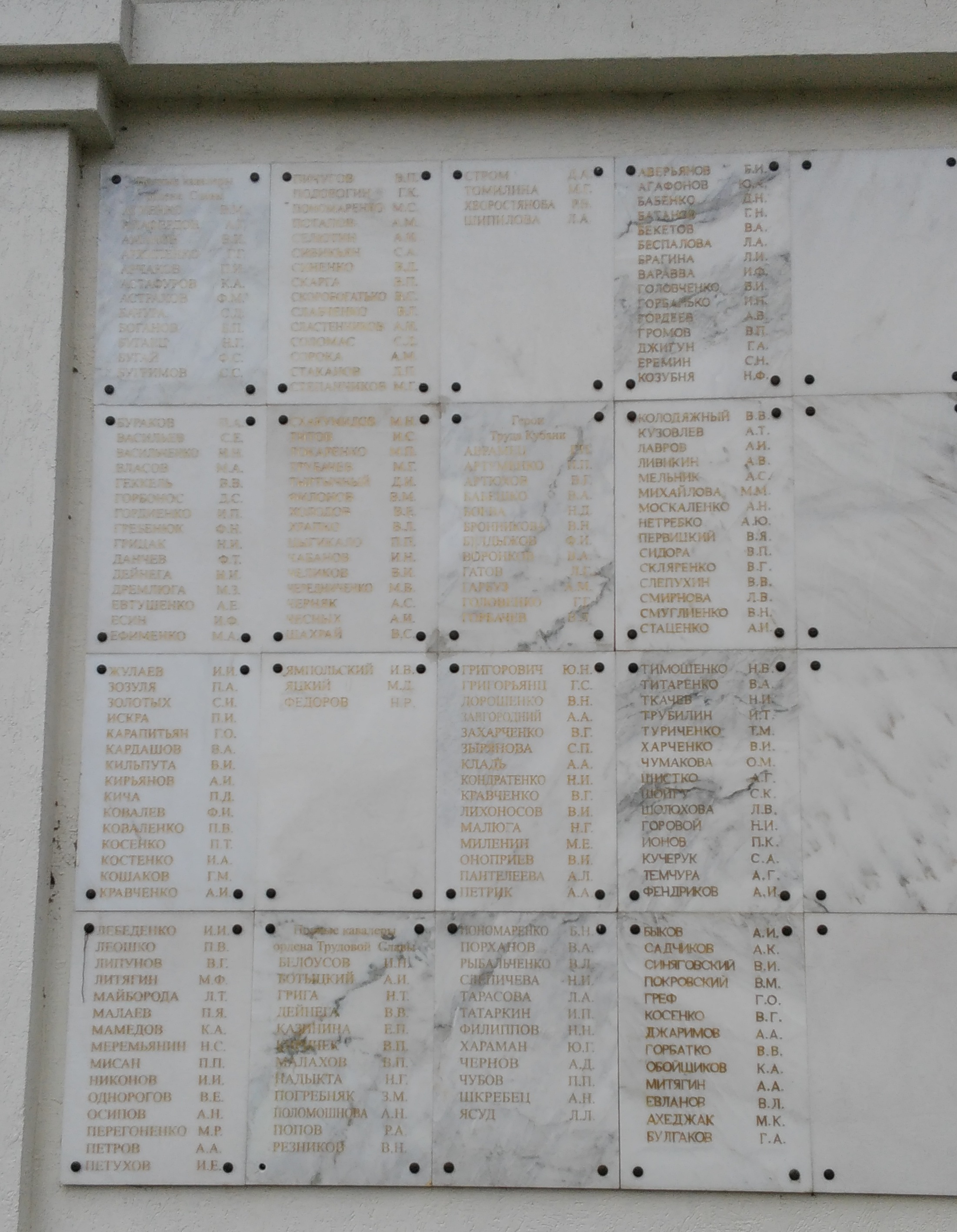
Мемориальная доска с именами полных кавалеров Ордена Славы в Краснодаре.

 Серым цветом в таблице выделены люди, погибшие или пропавшие без вести во время Великой Отечественной войны. 

## Список награждённых
| № п/п | Фото | Фамилия Имя Отчество          | Дата Указа и номер ордена | Дата Указа и номер ордена | Дата Указа и номер ордена | Род войск         | Годы жизни              | Место рождения                                                                            | Страница на сайте «Герои страны» |  |
| № п/п | Фото | Фамилия Имя Отчество          | 3 степень                 | 2 степень                 | 1 степень                 | Род войск         | Годы жизни              | Место рождения                                                                            | Страница на сайте «Герои страны» |  |
| ----- | ---- | ----------------------------- | ------------------------- | ------------------------- | ------------------------- | ----------------- | ----------------------- | ----------------------------------------------------------------------------------------- | -------------------------------- |  |
| 1     |      | Агиенко, Василий Матвеевич    | 22.03.1944                | 27.02.1945                | 15.05.1946                | Артиллерия        | 12.12.1903 — 18.12.1961 | станица Некрасовская, Усть-Лабинский район, Краснодарский край                            |                                  |  |
| 2     |      | Бугримов, Сидор Савельевич    | 19.05.1944                | 01.12.1944                | 19.04.1945                | Артиллерия        | 25.05.1907 — 10.06.1980 | станица Пензенская, Горячеключевский район, Краснодарский край                            |                                  |  |
| 3     |      | Власов, Михаил Александрович  | 31.10.1944                | 28.03.1945                | 15.05.1946                | Инженерные войска | 09.11.1924 — 16.10.1986 | село Вечное (ныне Великовечное), Белореченский район, Краснодарский Край                  |                                  |  |
| 4     |      | Есин, Иван Фёдорович          | 15.06.1944                | 06.04.1945                | 15.05.1946                | Пехота            | 1906 — 14.11.1968       | село Еленовское, Красногвардейский район, Республика Адыгея                               |                                  |  |
| 5     |      | Кардашов, Василий Алексеевич  | 21.01.1945                | 22.04.1945                | 29.06.1945                | Артиллерия        | 24.04.1913—17.12.1955   | хутор Игнатьевский, Кошехабльский район,Адыгейская автономная область (Республика Адыгея) |                                  |  |
| 6     |      | Кошаков, Григорий Михайлович  | 02.08.1944                | 15.02.1945                | 31.05.1945                | Инженерные войска | 12.12.1919 - 19.12.2016 | аул Тлюстенхабль,Теучежский район, Республика Адыгея                                      |                                  |  |
| 7     |      | Майборода, Леонид Тимофеевич  | 17.08.1944                | 30.09.1944                | 19.04.1945                | Пехота            | 17.04.1925 — 01.04.1981 | хутор Кротов-Щеглов, Гиагинский район, Республика Адыгея                                  |                                  |  |
| 8     |      | Новоятлов, Николай Николаевич | 10.09.1944                | 14.12.1944                | 13.04.1983                | Пехота            | 13.03.1925 — 06.09.1991 | село Новоивановка, Кедабекский район, Азербайджан                                         |                                  |  |
| 9     |      | Осипов, Андрей Никанорович    | 20.03.1944                | 24.02.1945                | 15.05.1946                | Войска связи      | 14.10.1916 — 13.11.1989 | деревня Песенково Калининская область, (ныне Псковская область)                           |                                  |  |
| 10    |      | Сивикьян, Сергей Арменакович  | 24.12.1943                | 07.02.1944                | 24.03.1945                | Инженерные войска | 11.01.1925 — 09.05.1971 | в Майкопе,Республика Адыгея                                                               |                                  |  |
| 11    |      | Схакумидов, Масхуд Нохович    | 08.02.1944                | 11.06.1945                | 19.08.1955                | Артиллерия        | 15.02.1916 — 24.10.1971 | аул Панахес, Тахтамукайский район, Республика Адыгея                                      |                                  |  |
| 12    |      | Титов, Иван Семёнович         | 01.05.1944                | 14.08.1944                | 24.03.1945                | Пехота            | ?.?.1915 — 16.04.1945   | (Место рождения неизвестно воспитанник Майкопского детского дома)                         |                                  |  |
| 13    |      | Ямпольский, Иван Васильевич   | 24.01.1945                | 18.03.1945                | 15.05.1946                | Пехота            | 26.02.1925 — 24.04.1983 | село Натырбово, Кошехабльский район, Республика Адыгея                                    |                                  |  |